# Sancaklıtepe, Keşap
Sancaklıtepe là một xã thuộc huyện Keşap, tỉnh Giresun, Thổ Nhĩ Kỳ. Dân số thời điểm năm 2011 là 153 người.